# Santa Cristina de Aro
Santa Cristina de Aro (en catalán y oficialmente Santa Cristina d'Aro)  es un municipio español de la comarca del Bajo Ampurdán, situado al sur de esta, en el límite con el Gironés y La Selva, en la provincia de Gerona, Cataluña. Está formado por las parroquias de Santa Cristina, Romanyá de la Selva, Solius y Bell-lloc además de otros núcleos de menor importancia.

## Historia
El municipio se formó en 1808 por segregación del de Castillo de Aro.

## Demografía
Santa Cristina de Aro cuenta con una población de 5866 habitantes (INE 2024).

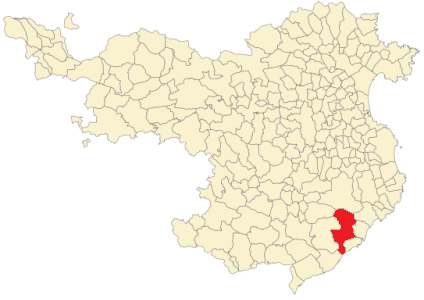
Situación de Santa Cristina de Aro en la provincia de Gerona

| Gráfica de evolución demográfica de Santa Cristina de Aro entre 1860 y 2021 |
| |
| Población de derecho según los censos de población del INE Población de hecho según los censos de población del INEEn estos censos se denominaba Santa Cristina de Aro: 1860, 1877, 1887, 1897, 1900, 1910, 1920, 1930, 1940, 1950, 1960, 1970 y 1981 Entre el censo de 1860 y el anterior, aparece este municipio porque se segrega del municipio Castell-Platja d'Aro |

## Patrimonio
- Sepulcro megalítico (dolmen) de la Cueva de Daina, en Romanyá de la Selva.
- Iglesia de Santa Cristina, de origen prerrománico y con vestigios de una iglesia paleocristiana.
- Iglesia de Santa María de Bell-lloc construida sobre anteriores edificaciones romanas y paleocristianas.
- Iglesia prerrománica de Sant Martí, en Romanyá de la Selva.
- Iglesia de Santa Agnès, en Solius, del siglo XVIII.
- Museo de la Zarzuela Enrique Sacristán: presenta una colección de piezas relacionadas con el mundo del género musical teatral de la zarzuela, así como muestra la vinculación con el barítono Enrique Sacristán, quién dedicó su vida a este género lírico. Esta colección privada permite adentrar al visitante en el ambiente zarzuelístico, así como hacer un repaso de las piezas más conocidas a través de libretos, vestuario, carteles, fotografías..., toda una compilación de una vida dedicada al canto.
- Dioramas de Belén en el monasterio de Solius: la colección de dioramas de Belén de Solius, se sitúa en el monasterio de Solius, siendo este un conjunto de gran valor artístico, popular y religioso, grácias al exquisito trabajo del Hermano Gilbert Galceran, que transmite sensibilidad en los más pequeños detalles. Estos dioramas cuentan el idilio de María y José y la infáncia de Jesús. El Hermano Gilbert tiene pequeñas colecciones de dioramas en Roma y en la abadía de Hauterive (Suiza), pero ninguna de ellas supera la colección que se ha podido reunir en Solius.
- Gran Museo de la Magia. Colección Xevi: La Casa Mágica es una masía catalana fechada en 1850, situada en el casco antiguo del municipio. Es la sede del Gran Museo de la Magia, un equipamiento cultural inaugurado en el año 2002 y gestionado per Xavier Sala i Costa, conocido internacionalmente en el mundo del ilusionismo como Xevi. En él, expone una trayectoria por el mundo del ilusionismo a través de una gran exposición de autómatas, carteles, utensilios de magia de distintas épocas, pinturas, juegos de naipes y tarots, libros curiosos y fotografías, entre otros objetos. En 2014, la Federación Internacional de Sociedades Mágicas (FISM) premió al ilusionista por sus 55 años de trayectoria, reconociendo la labor de colección y exposición realizada para la creación del museo. Es, además, el único museo de esta especialidad en todo el estado español.